# Ducat de Mecklenburg-Schwerin
|  | Aquest article tracta sobre l'estat vigent entre 1701-1815. Si cerqueu l'estat vigent entre 1871-1917, vegeu «Gran Ducat de Mecklenburg-Schwerin». |

Mecklenburg-Schwerin fou un ducat al nord de l'actual Alemanya creat el 1701, quan Frederic Guillem i Adolf Frederic II de Mecklenburg-Strelitz va dividir el ducat de Mecklenburg entre Schwerin i Strelitz. Governat pels successors del Niklot de la Casa de Mecklenburg, Mecklenburg-Schwerin fou un estat del Sacre Imperi al llarg del Bàltic el mar litoral entre Holstein-Glückstadt i el ducat de Pomerània. El 1815, passades les Guerres Napoleòniques, el ducat fou elevat a la condició de Gran Ducat de Mecklenburg-Schwerin.

## Precedents
El fundador de la dinastia, Niklot (1090-1160), era un cap de la federació tribal eslava dels obotrites, qui va lluitar contra l'avanç dels saxons i fou finalment derrotat el 1160 per Enric el Lleó en el curs de les Croades Wends. El fill de Niklot, Pribislaw, es va rendir a Enric, i el 1167 rebé la seva herència paterna com el primer Príncep de Mecklenburg.
Després de diverses divisions entre els descendents de Pribislaw, Enric II de Mecklenburg (1266-1329) fins que 1312 va adquirir els senyorius de Stargard i Rostock, i va llegar les terres reunificades de Mecklenburg - excepte el Comtat de Schwerin i Werle - als seus fills, Albert II i Joan. Després que ambdós havien rebut el títol ducal, l'anterior senyoriu de Stargard va ser recreat com el ducat de Mecklenburg-Stargard per Joan el 1352. Albert II va retenir la part occidental més gran de Mecklenburg, i després que va adquirir l'anterior Comtat de Schwerin el 1358, establí la seva residència a Schwerin.
El 1363 el fil d'Albert, el duc Albert III, va fer campanya a Suècia, on fou coronat rei un any més tard. El 1436 Guillem, darrer Senyor de Werle, va morir sense cap hereu mascle. Com que el gendre de Guillem, Ulric II de Mecklenburg-Stargard, no tenia descendència, la seva línia esdevenia extinta amb la mort d'Ulric el 1471. Totes les possessions retornaren al duc de Mecklenburg-Schwerin, qui llavors esdevingué l'únic governant sobre tot Mecklenburg.
El 1520 els nets d'Enric, Enric V de Mecklenburg i Albert VII, dividiren de nou el ducat, creant la subdivisió de Mecklenburg-Güstrow, el qual Duc Adolf Frederic I de Mecklenburg-Schwerin heretat el 1610. En una segona partició el 1621, va concedir Güstrow al seu germà, Joan Albert. Tots dos van ser deposats el 1628 per Albrecht von Wallenstein, ja que havien donat suport a Cristià IV en la Guerra dels Trenta Anys. No obstant això, l'Imperi suec va forçar la seva restauració tres anys més tard. Quan el fill de Joan Albert II, el Duc Gustau Adolf de Mecklenburg-Güstrow, va morir sense hereus mascles el 1695, Mecklenburg es reuní de nou en la figura de Frederic Guillem.

## Història
El juny del 1692, quan Cristià Lluís I morí a l'exili i sense fills, sorgí una disputa sobre la successió al seu ducat entre el seu germà, Adolf Frederic, i el seu nebot, Frederic Guillem. L'emperador i els governants del Regne de Suècia i l'Electorat de Brandenburg participaren en aquesta lluita, el qual s'intensificà tres anys més tard, quan a la mort de Gustau Adolf, s'extingí la família governant sobre Mecklenburg-Güstrow. El 1701, amb el suport de l'estat Imperial del Cercle de la Baixa Saxònia, es signà el Tractat d'Hamburg (1701) dividint-se el país. Mecklenburg fou dividit entre el dos demandants. El ducat de Mecklenburg-Schwerin va ser donat a Frederic Guillem, i el ducat de Mecklenburg-Strelitz, més o menys una recreació del senyoriu medieval de Stargard, a Adolf Frederic II. Alhora, el principi de primogenitura fou refermat, i el dret de convocar la dieta al Landtag va ser reservat al governant de Mecklenburg-Schwerin. Els conflictes continuaren i les particions van debilitar el domini dels ducs i refermà la reputació de Mecklenburg com un dels territoris més endarrerits de l'Imperi.
Mecklenburg-Schwerin començà la seva existència durant una sèrie de lluites constitucionals entre el duc i els nobles. El fort deute contret per Karl Leopold, derivat de l'adhesió amb l'Imperi Rus en una guerra en contra el Regne de Suècia, conduïa a la crisi; Carles VI interferí, i el 1728 el tribunal imperial de justícia va declarar la incapacitat com a governant del duc. Es nomenà administrador del ducat el germà de Karl Leopold, Cristià Lluís II. Durant el govern d'aquest príncep, que esdevingué governant de iure el 1747, durant la Convenció de Rostock, on s'instituí una constitució nova per al ducat, signada l'abril 1755. Per aquest instrument, tot poder era en les mans del duc, la noblesa, i les classes altes generalment; les classes baixes eren excloses. Durant Guerra dels Set Anys, Frederic II prengué una actitud hostil cap a Frederic el Gran, i en conseqüència Mecklenburg-Schwerin va ser ocupat pel Regne de Prússia. En certa manera el seu domini fou beneficiós per al país. Als primers anys de les Guerres de la Revolució Francesa, Frederic Francesc es mantingué neutral, i el 1803 recuperà Wismar al Regne de Suècia. El 1806 la terra fou envaïda pel Primer Imperi Francès, i el 1808 va unir la Confederació del Rin. Fou el primer membre de la confederació que abandonà Napoleó Bonaparte, qui en resposta envià un contingent armat, i entre 1813-14 va lluitar en contra França.

## Posterioritat
Amb el Congrés de Viena del 1815, Frederic Francesc I de Mecklenburg-Schwerin va rebre el títol de Gran Duc. Després de la caiguda de les monarquies el 1918 resultant de Primera Guerra Mundial, el Gran Ducat de Mecklenburg-Schwerin esdevenia l'Estat Lliure de Mecklenburg-Schwerin. L'1 de gener de 1934 va ser unit amb l'estat lliure veí de Mecklenburg-Strelitz (ambdós avui part del Bundesland de Mecklenburg-Pomerània Occidental).